# 內政部警政署刑事警察局
內政部警政署刑事警察局（簡稱刑事警察局、刑事局），隸屬於中華民國內政部警政署，負責統一指揮監督中華民國刑事警察工作。

## 沿革[1]

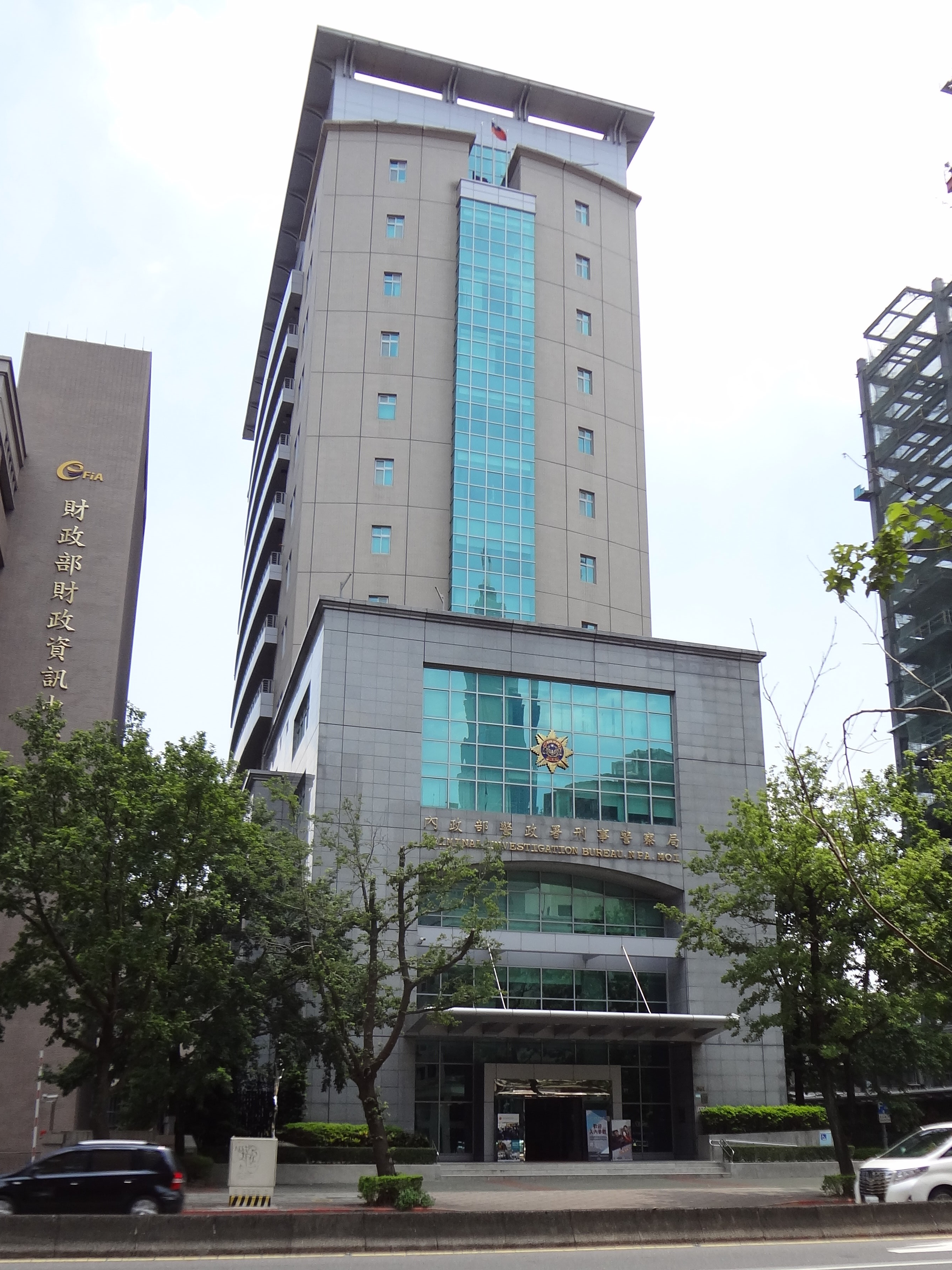
刑事警察局刑事科技大樓

- 1945年第二次世界大戰後，臺灣省行政長官公署警務處第一科設調查股、第三科設鑑識股，縣市警察局於司法課置便衣警察若干名，辦理刑事案件。
- 1946年，內政部警察總署刑事處及刑事實驗室成立；各省警務（保）處設刑事科，並將原屬省、市、縣之偵緝隊改稱刑事警察隊。8月，警務處調查、鑑識與研究股合併為刑事室，縣市警察局於第三課設置刑事股、分局設刑事組。
- 1947年5月，臺灣省行政長官公署改制為臺灣省政府。8月，各省政府警務處增設刑事警官大隊，縣市警察局將原有之刑事股擴編為刑事科（課）。
- 1949年中央政府遷至臺灣後，內政部警察總署縮編為內政部警政司，總攬全國各種警察業務；8月，臺灣省警務處刑事室及刑事警官大隊合併整編為臺灣省政府警務處刑事警察總隊，由副處長兼任總隊長，下設10個直屬偵防組、一個警官隊，另設二十六個刑警隊配屬給各縣市警察局（所）。
- 1958年5月，刑事警察總隊改組整編為臺灣省政府警務處刑事警察大隊，總隊勤偵防業務與警務處司法科業務合併為刑事科，縣市警察局（所）刑警隊改隸各該警察局，司法課更名為刑事課。
- 1971年10月，內政部警政司改制為內政部警政署，設刑事科，兼掌臺灣省政府警務處刑事科業務。
- 1973年8月11日，臺灣省政府警務處刑事科與臺灣省刑事警察大隊合署辦公。9月1日，成立內政部警政署刑事警察局並兼掌臺灣省刑事警察大隊業務，各縣市警察局（所）刑警隊與刑事課同時合併為刑警隊。
- 1974年3月28日，國際刑警組織於中華民國中央局之業務，由內政部警政署刑事警察局接辦。
- 1979年7月1日，增設國際刑警科。
- 1982年5月，增設國際刑警無線電台。
- 1984年12月23日，《內政部警政署刑事警察局組織條例》公布，內政部警政署刑事警察局正式法制化。
- 1995年4月12日，內政部警政署與臺灣省政府警務處分立辦公。11月17日，內政部警政署刑事警察局與臺灣省政府警務處刑事警察大隊也分立辦公。
- 1997年8月16日，臺灣省政府警務處更名為臺灣省政府警政廳。
- 1999年7月因臺灣省政府功能業務與組織調整，臺灣省政府警政廳刑事警察大隊併入內政部警政署刑事警察局。
- 2001年11月21日，《內政部警政署刑事警察局組織條例》修正，專責辦理通訊監察作業之「偵查第十隊」（任務編組）改為「通訊監察中心」，另增設「公共關係室」，偵查第七隊、偵查第八隊、偵查第九隊均予法制化。
- 2002年11月15日，整合鑑識科、指紋室及法醫室成立「刑事鑑識中心」（任務編組）。
- 2003年2月21日，刑事鑑識中心掛牌運作。11月3日，分別在臺中市與高雄市揭牌成立「中部打擊犯罪中心」、「南部打擊犯罪中心」。
- 2004年3月8日，行政院原則通過內政部警政署刑事警察局興建「刑事科技大樓」。3月17日，行政院核定刑事科技大樓建案。
- 2006年4月1日，整合刑事研究發展室、通訊監察中心、資訊室及偵查第九隊等單位成立「科技犯罪防制中心」（任務編組）。4月7日，科技犯罪防制中心掛牌運作。
- 2007年7月16日，成立「外事警官隊」（任務編組），職司涉外犯罪偵防及情資蒐報等任務執行。
- 2009年5月4日，外事警官隊更名為「國際刑事偵查隊」。11月，電信警察隊以任務編組移交內政部警政署刑事警察局。
- 2010年12月16日，刑事科技大樓落成啟用。
- 2013年12月24日，行政院核定由8科10室2中心4電臺9偵查隊1警備隊調整為16科5室1中心10偵查大隊1警備隊，整併國際刑警電臺及保防室，增設兩岸科、經濟科（由警政署移入）、政風室及電信偵查大隊（電信警察隊法制化），預防科婦幼安全業務移撥警政署併入防治組，督察室主任改制為督察長兼任督訓科科長，隊長改制為大隊長，副隊長改制為副大隊長，組長改制為股長、隊長，副組長改制為副隊長，全案於2014年1月1日正式實施。
- 2015年11月27日，成立「毒品查緝中心」。
- 2016年8月24日，成立「打擊詐欺犯罪中心」；同年12月25日，成立「除暴特勤隊」。
- 2023年8月18日，原任務編組「科技犯罪防制中心」及「刑事鑑識中心」正式法制化。[2]

## 歷任局長
| 任別 | 姓名   | 就職時間      | 卸任時間      | 備註 |
| ---- | ------ | ------------- | ------------- | --- |
| 1    | 酈俊厚 | 1973年8月     | 1974年9月     | 有刑警教父之美譽，後調任台北市政府警察局局長。 |
| 2    | 曹極   | 1974年9月     | 1981年2月     | |
| 3    | 林永鴻 | 1981年2月     | 1984年1月     | |
| 4    | 盧金波 | 1984年1月     | 1987年6月     | |
| 5    | 莊亨岱 | 1987年6月     | 1990年8月     | |
| 6    | 盧毓鈞 | 1990年8月     | 1993年12月    | |
| 7    | 洪鼎元 | 1993年12月    | 1994年3月     | |
| 8    | 王郡   | 1994年3月     | 1995年5月     | |
| 9    | 張友文 | 1995年5月     | 1997年1月     | |
| 10   | 楊子敬 | 1997年1月     | 1999年1月     | 原保安警察第七總隊總隊長 屆齡退休 |
| 11   | 鄭清松 | 1999年1月     | 2003年6月     | 原內政部警政署主任秘書 任內提前退休 |
| 12   | 侯友宜 | 2003年6月     | 2006年3月     | 原桃園縣政府警察局局長 後陞任內政部警政署署長，現任新北市市長                                                                                              |
| 13   | 黃茂穗 | 2006年3月     | 2009年8月     | 原臺北縣政府警察局局長 後調任內政部警政署副署長 |
| 14   | 林德華 | 2009年8月     | 2014年7月     | 原桃園縣政府警察局局長 後調任內政部警政署副署長 |
| 15   | 胡木源 | 2014年7月     | 2015年4月10日 | 原內政部警政署警政委員 後調任新北市政府警察局局長 |
| 16   | 劉柏良 | 2015年4月10日 | 2018年1月24日 | 原鐵路警察局局長 2015年4月10日陞任內政部警政署警政委員，代理刑事警察局局長，同年7月16日真除 後調任內政部警政署副署長                                       |
| 17   | 蔡蒼柏 | 2018年1月24日 | 2019年2月13日 | 原內政部警政署主任秘書 後調任內政部警政署副署長 |
| 18   | 黃明昭 | 2019年2月13日 | 2021年1月16日 | 原基隆市政府警察局局長 2019年2月13日陞任內政部警政署警政委員兼代理局長，同年3月22日真除 後調任高雄市政府警察局局長、內政部警政署署長，現任國家安全局副局長 |
| 19   | 黃嘉祿 | 2021年1月16日 | 2022年7月15日 | 原內政部警政署副署長 提前退休 |
| 20   | 李西河 | 2022年7月18日 | 2023年7月17日 | 原保安警察第三總隊總隊長後調任內政部警政署副署長，現任台北市政府警察局局長                                                                                 |
| 21   | 周幼偉 | 2023年7月18日 | 現任          | 原內政部警政署警政委員 |

## 組織

### 編制員額
- 局長1人(警監)
  - 副局長3人(警監)
  - 主任秘書1人(警監)
  - 科技犯罪防制中心主任1人(警正至警監)
  - 刑事鑑識中心主任1人(警正至警監)
  - 警政監4人(警正至警監)
    - 督察長1人(警正)
    - 科長12人(警正)
    - 主任3人(警正)
    - 大隊長10人(警正)
    - 簡任技正3人(簡任第十職等)
      - 秘書3人(警正)
      - 督察9人(警正)
      - 技正6人(薦任第八職等至第九職等)
      - 副大隊長10人(警正)
      - 研究員18人(警正)
      - 股長60人(警正)
      - 隊長40人(警正)
      - 警備隊長1人(警正)
        - 副隊長40人(警正)
        - 督察員3人(警正)
        - 警務正146人(警正)
        - 偵查正219人(警正)
          - 偵查員296人(警佐至警正)
          - 巡官55人(警佐至警正)
          - 科員1人(委任第五職等或薦任第六職等至第七職等)
          - 技士6人(委任第五職等或薦任第六職等至第七職等)
            - 小隊長11人(警佐至警正)
            - 警務佐10人(警佐至警正)
              - 技佐1人(委任第四職等至第五職等)
              - 通訊員3人(委任第四職等至第五職等)
              - 紀錄員8人(委任第四職等至第五職等)
              - 助理設計師3人(委任第四職等至第五職等)
              - 警員91人(警佐)
              - 辦事員7人(委任第三職等至第五職等)
              - 書記13人(委任第一職等至第三職等)

  - 人事室、政風室、主計室
    - 主任3人(薦任第八職等至第九職等)
    - 股長6人(薦任第八職等)
    - 科員15人(委任第五職等或薦任第六職等至第七職等)

### 正式編組
- 預防科：分四股辦事。
- 偵查科：分五股辦事。
- 反黑科：分二股辦事。
- 司法科：分二股辦事。
- 理化科：分六股辦事，科長由簡任技正兼任。
- 指紋科：分三股辦事。
- 生物科：分三股辦事，科長由簡任技正兼任。
- 紀錄科：分三股辦事。
- 國際刑警科：分二股、二隊辦事。
- 後勤科：分二股辦事。
- 科技研發科：分三股辦事，科長由簡任技正兼任。
- 刑事資訊科：分四股辦事。
- 通訊監察科：分四股辦事。
- 兩岸科：分二股辦事。
- 經濟科：分二股辦事。
- 督訓科：分二股辦事，科長由督察長兼任。
- 偵防犯罪指揮中心：分二股辦事。
- 毒品查緝中心：主任由警政監兼任。
- 科技犯罪防制中心：分二股、一隊辦事。
- 刑事鑑識中心：分二股辦事。
- 公共關係室
- 秘書室：分三股辦事。
- 人事室：分三股辦事。
- 政風室
- 主計室：分三股辦事。
- 偵查第一大隊至偵查第九大隊、電信偵查大隊及智慧財產權偵查大隊，分四十隊辦事。
- 警備隊

### 任務編組
- 國際刑事偵查隊
- 中部打擊犯罪中心（偵查第六大隊）
- 南部打擊犯罪中心（偵查第八大隊）
- 打擊詐欺犯罪中心
- 除暴特勤隊[9]

## 駐外聯絡官
由中華民國外交部協助，國際刑警科負責駐外警察聯絡官業務，目前有駐外警察聯絡官地點包括：
 日本、
 、
 菲律賓、
 越南、
 泰國、
 马来西亚、
 南非、
 印度尼西亞、
 美国、
 新加坡、
 、
 荷蘭、
 印度、
 土耳其等等。

## 外部連結
- 內政部警政署刑事警察局全球資訊網中文版（页面存档备份，存于）
- CIB局長室的Facebook專頁
- YouTube上的內政部警政署刑事警察局 CIB頻道